# Любекская пляска смерти
Любекская пляска смерти (нем. Lübecker Totentanz) — монументальный живописный фриз, украшавший церковь Святой Марии (Мариенкирхе) в Любеке. Создан около 1463 года и обычно приписывается Бернту Нотке; в 1701 году сильно повреждённый оригинал был заменён на тщательно выполненную копию, сделанную Антоном Вортманном. Одно из самых известных произведений изобразительного искусства на мотив пляски смерти. Безвозвратно разрушен в 1942 году во время бомбардировки Любека.

## История
В отличие от большинства подобных произведений, «Любекская пляска смерти» была написана не на стене церкви, а на холсте. Фриз тянулся по помещению непрерывной полосой около 30 метров в длину и 2 метров в высоту и изображал (в натуральную величину) цепочку из двенадцати пар горожан, ведомых Смертью. Каждый персонаж символизировал занимаемое им место в социальной иерархии: среди изображённых были император и императрица, епископ, герцог, рыцарь, ростовщик, судебный пристав, доктор, купец, монах, крестьянин и другие. Изображения сопровождались стихотворными строчками на средненижненемецком языке, в которых герои «описывали» свою смерть. Предполагается, что поводом к заказу фриза стала вспышка чумы, произошедшая в городе в середине века. 
В 1701 году настоятель Мариенкирхе принял решение заменить «Пляску смерти» 1463 года копией, так как оригинал находился в очень плохом состоянии. Задача была поручена церковному художнику Антону Вортманну; считается, что выполненная им копия была достаточна близка к оригиналу. Стихи на средненижненемецком, в это время уже малопонятные прихожанам, были заменены барочными строфами на классическом немецком, написанными Натаниэлем Шлоттом; оригинальный текст, однако, был записан настоятелем церкви «на память и в честь древних».
Фриз был разрушен в 1942 году во время бомбардировки Любека. Восстановлению он не подлежал, но в отремонтированной и вновь открытой после войны Мариенкирхе разместили два витража на сюжет «пляски смерти», выполненные Альфредом Малау. 

## Фрагмент в Таллинне

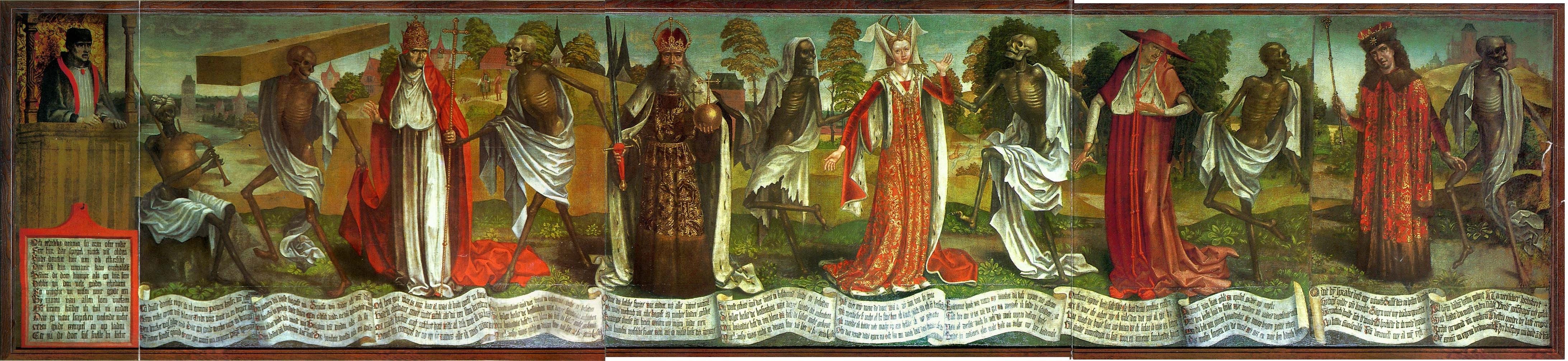
Таллиннская «Пляска смерти»

В таллиннской церкви Святого Николая выставлена «Пляска смерти» из тринадцати фигур, очень близкая любекской. Ранее предполагалось, что это фрагмент оригинальной «Любекской пляски смерти», каким-то образом оказавшийся в Таллинне, но сейчас считается, что это самостоятельное произведение, выполненное тем же художником (предположительно Бернтом Нотке) по индивидуальному заказу.

## «Любекская пляска смерти» в искусстве

### В литературе
- Янн, Ханс Хенни. Новый Любекский танец смерти, пьеса (опубл. 1954)
- Бергенгрюн, Вернер. Смерть в Ревеле (1939)

### В музыке
- Дистлер, Хуго. Totentanz (1934)
- Крафт, Вальтер. Lübecker Totentanz. Ein geistliches Spiel vom Tod, mit tanzenden Gestalten nach dem alten Gemälde-Fries von St. Marien (1954)
- Эдис, Томас. Totentanz (2013)